# Mika Špiljak
Mika Špiljak (ur. 28 listopada 1916 w Sisaku, zm. 18 maja 2007 w Zagrzebiu) – polityk jugosłowiański narodowości chorwackiej.

## Życiorys
Od czerwca 1963 r. do maja 1967 r. był premierem Chorwacji, a następnie – do maja 1969 r. – był premierem Jugosławii. W okresie od 15 maja 1983 r. do 15 maja 1984 r. był przewodniczącym Prezydium Jugosławii, a następnie – do maja 1986 r. – był przewodniczącym Związku Komunistów Chorwacji.